# Grad Fala
Grad Fala je grad nad reko Dravo v občini Ruše. Prvič je bil omenjen leta 1245 kot Volmars oz. Valle. Etimologija imena poteka preko omembe leta 1372 (Curia in Vall) in izpeljave preko izraza Fall in Faal v Fala, ki je tudi ime bližnjega naselja Fala. 
Samostan, ki je bil v gradu, je temu kraju prinesel pomen kulturnega središča. 1620 je bil na Fali ustanovljen oddelek dunajske univerze s predavanji o filozofiji, teologiji in ekonomiki, 1628 pa je dunajska univerza potrdila statut te univerze, ki je postala ena prvih visokošolskih ustanov na današnjem območju Slovenije (poleg jezuitskega kolegija v Ljubljani). V času jožefinskih reform je bil samostan z univerzo razpuščen in grad je 1782 postal državno gospostvo, dokler ga ni 1824 odkupil Martin Liebmann (kasneje vitez Martin Freiherr von Rast). Grad Fala je imel pomembno vlogo pri tedanjem gospodarskem razvoju širše okolice. Po drugi svetovni vojni je bil grad s posestjo podržavljen, zato je propadal in bil razdeljen na družbena stanovanja. 31. januarja 2006 je grad z odlokom občine Ruše postal spomenik lokalnega pomena.
Grad je leta 2003 prevzel Milan Slavič in ga do danes delno obnovil v turistične namene.